# Waditz

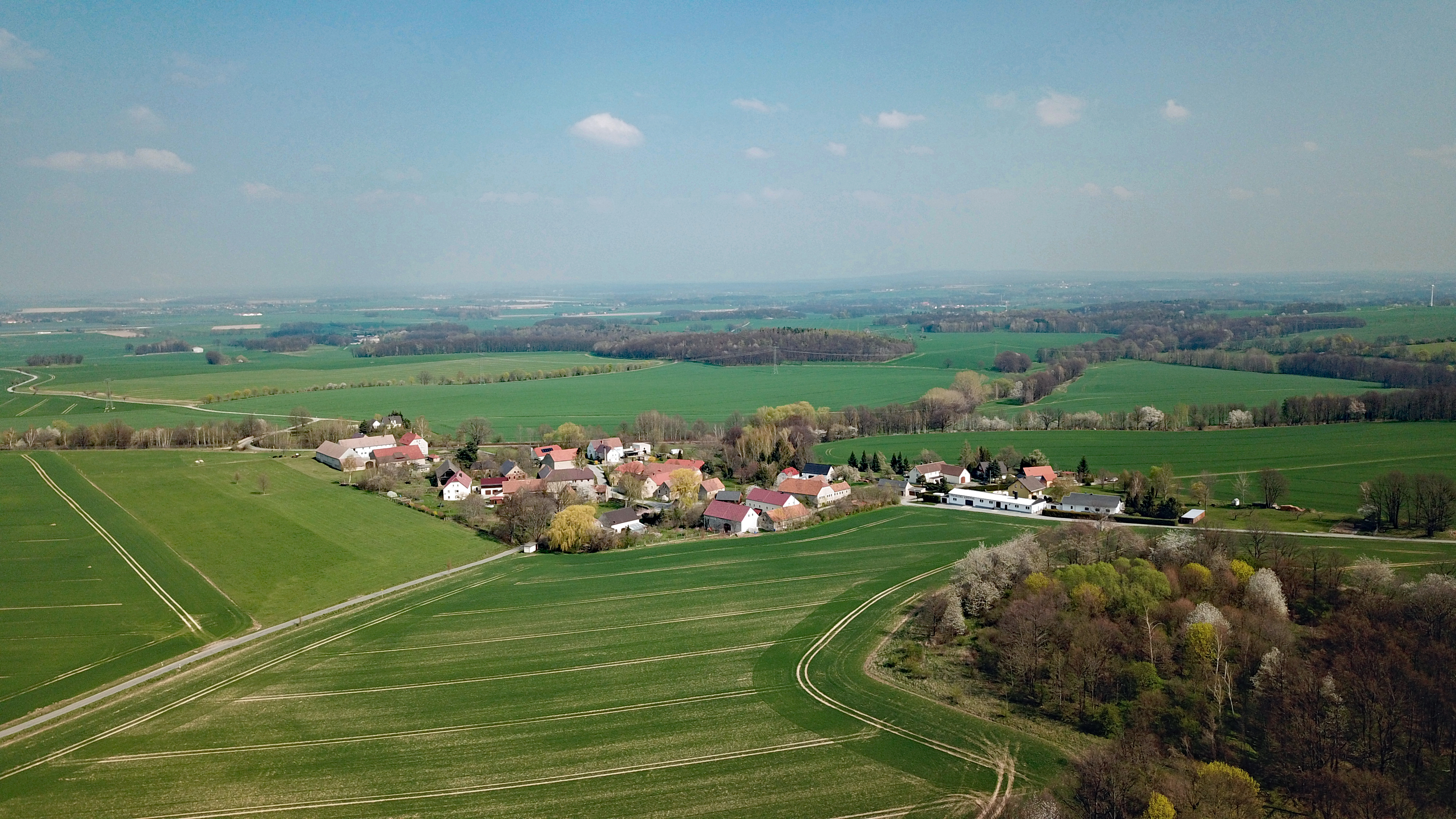
Luftbild

Waditz, obersorbisch Wadecyⓘ, ist ein Dorf mit 44 Einwohnern (Stand Dezember 2021) im ostsächsischen Landkreis Bautzen, das zur Gemeinde Kubschütz gehört. Es zählt zur Oberlausitz und gehört zum offiziellen sorbischen Siedlungsgebiet.

## Geografie
Nach der Siedlungsanlage ist Waditz ein Rundweiler.

## Geschichte

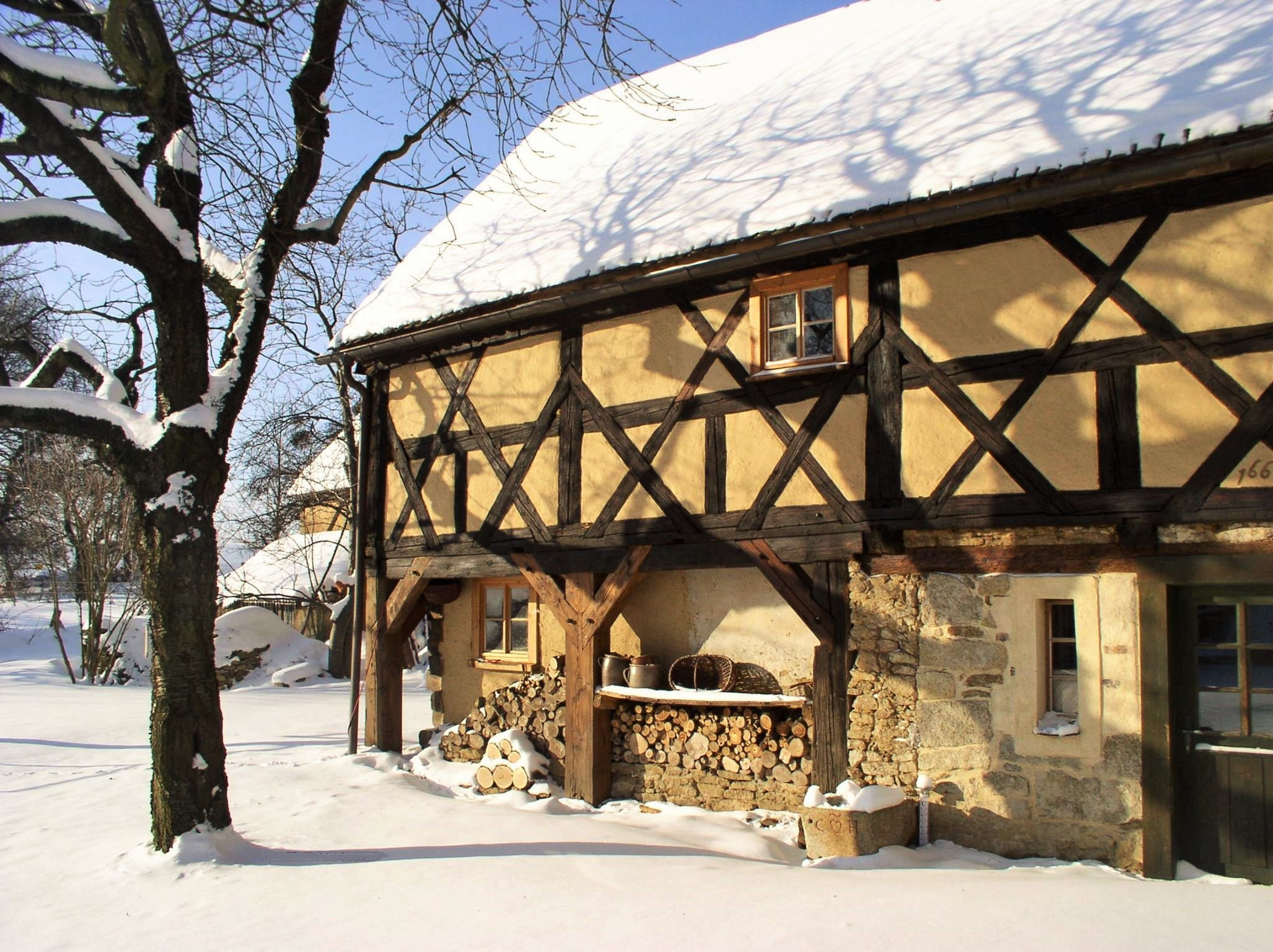
Umgebindehaus aus dem 17. Jahrhundert in Waditz

Die erste Erwähnung erfolgt 1250 als ein Heinricus de Wadewitz in einer Urkunde des Bischofs von Meißen genannt wird. 1376 ist ein Hentschil de Wadewicz in einer Urkunde des Bautzener Domstiftes erwähnt. Spätere Bezeichnungen des Ortes sind Wadewitz (1419), Watitz (1732) und seit 1791 Waditz.
Während der Hussitenkriege ist Waditz wahrscheinlich 1429 abgebrannt.
Zuvor im Besitz einzelner Gutsbesitzer geht Waditz 1505 in den Besitz der Stadt Budissin (Bautzen) über. Der Pönfall von 1547 lässt den Ort zunächst wieder in privaten Besitz übergehen. 1567 jedoch wird der Ort wieder an Budissin verkauft. Nach dem Übergang der Oberlausitz auf den Sächsischen Kurfürsten 1635, können schließlich 1650 sechs Waditzer Bauern das Dorf selbst kaufen.
Für seine Statistik über die sorbische Bevölkerung in der Oberlausitz ermittelte Arnošt Muka in den achtziger Jahren des 19. Jahrhunderts eine Bevölkerungszahl von 130 Einwohnern; davon waren 116 Sorben (89 %) und 14 Deutsche. Seitdem ist der Gebrauch der sorbischen Sprache im Alltag stark zurückgegangen.